# Martin Schmid (jésuite)
Pour les articles homonymes, voir Martin Schmid et Schmid.
Martin Schmid, né le 26 aout 1694 à Baar, canton de Zoug (Suisse) et décédé le 10 mars 1772 à Lucerne (Suisse) est un prêtre jésuite suisse, missionnaire dans les réductions des Chiquitos (Bolivie), dont il fut un des architectes et musiciens les plus importants.

## Biographie
Martin Schmid a déjà fait le cours de philosophie et une partie de celui de théologie au collège jésuite de Lucerne lorsqu’il entre au noviciat de la Compagnie de Jésus à Landsberg en Bavière (13 septembre 1717). Il enseigne trois ans (1719-1722) à Hall en Autriche avant de terminer sa théologie à Ingolstadt (Allemagne) : 1722-1726. Il est ordonné prêtre le 15 juin 1726 à Eichstätt en Bavière. 
Destiné aux missions du Paraguay son départ est retardé à cause de la guerre entre l’Espagne et l’Angleterre sévissant à Gibraltar. Aussi il séjourne à Séville de septembre 1726 à décembre 1728.  Arrivé à Buenos Aires le 19 avril 1729 il est envoyé un an plus tard dans les missions auprès des Chiquitos (dans l’actuelle Bolivie), d’abord à San Javier (1730-1739), puis à San Rafael (1740-1749). Revenu à San Javier, il y reste trois ans (1750-1753) avant de passer à Concepción (1754-1756) et San Juan (1757-1769). Il inaugure ensuite la mission du Sacré-Cœur puis repasse dans différentes réductions (1761-1768). 
Déjà excellent musicien et compositeur avant d’entrer dans l’ordre jésuite, il s’engage tout naturellement sur cette voie dans les réductions, enseignant aux Chiquitos à fabriquer des instruments de musiques (flutes, harpes, lyres, violons et même orgues) et leur apprenant à en jouer. 
Également architecte, il restaure l’église de San Rafael et bâtit celles de Concepción, San Miguel et San Ignacio. Ces églises, aujourd’hui sous la direction pastorale de franciscains, ont gardé dans leur patrimoine des partitions musicales en langue chiquitos de même que sculptures, argenterie liturgique et instruments musicaux fabriqués sous sa direction. 
Expulsé en 1768 de l’empire colonial espagnol (avec tous ses confrères jésuites), il arrive à Cadix en 1769 où il ne peut rester. Il part de nouveau et arrive (en exil) dans les États pontificaux et de là dans sa Suisse natale en 1771. De telles tribulations à un âge avancé font qu’il est très malade lorsqu’il arrive à Lucerne. Il y meurt le 10 mars 1772.

## Galerie
Quelques églises dont Martin Schmid est l'architecte :

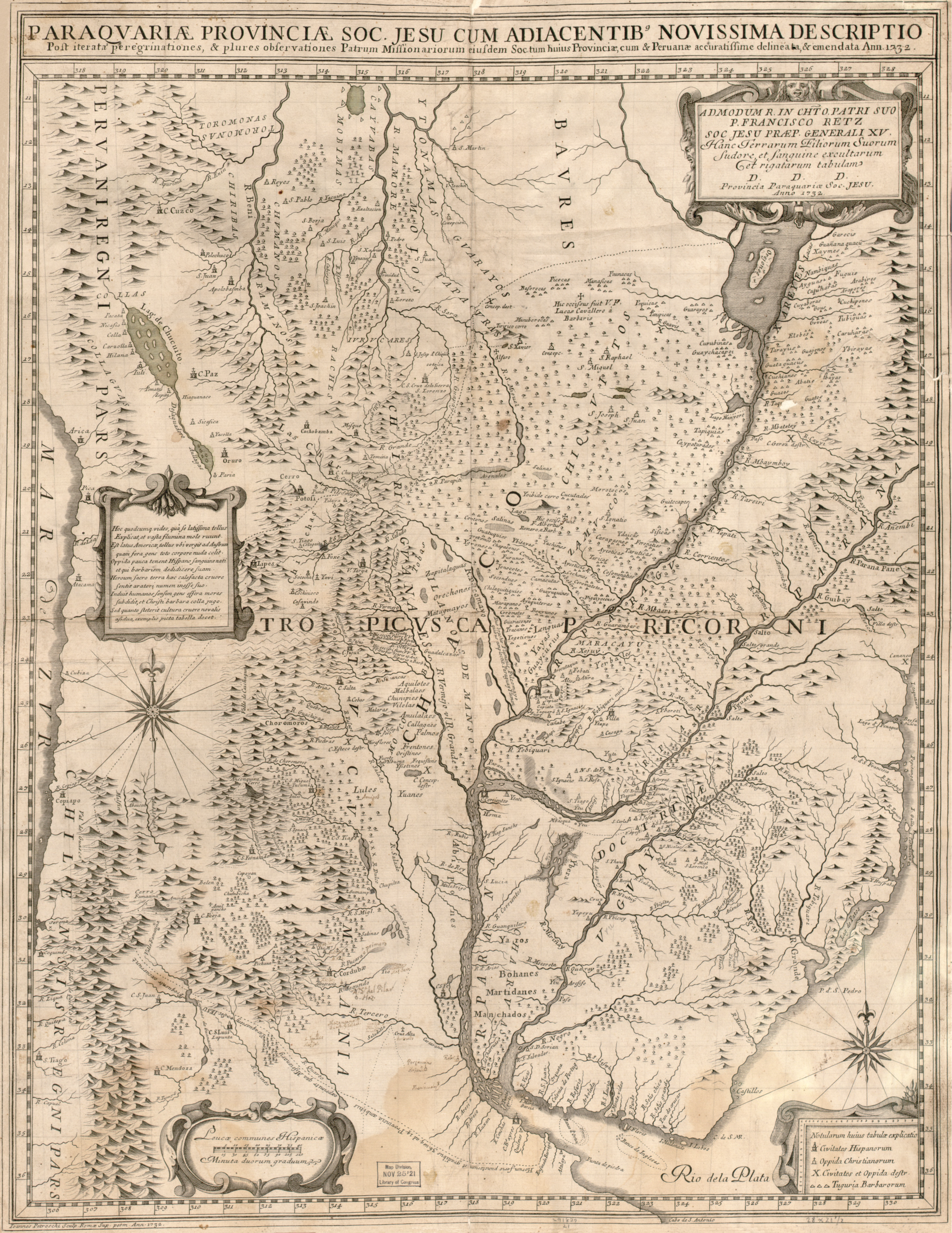
Carte de la Province du Paraguay (1732)
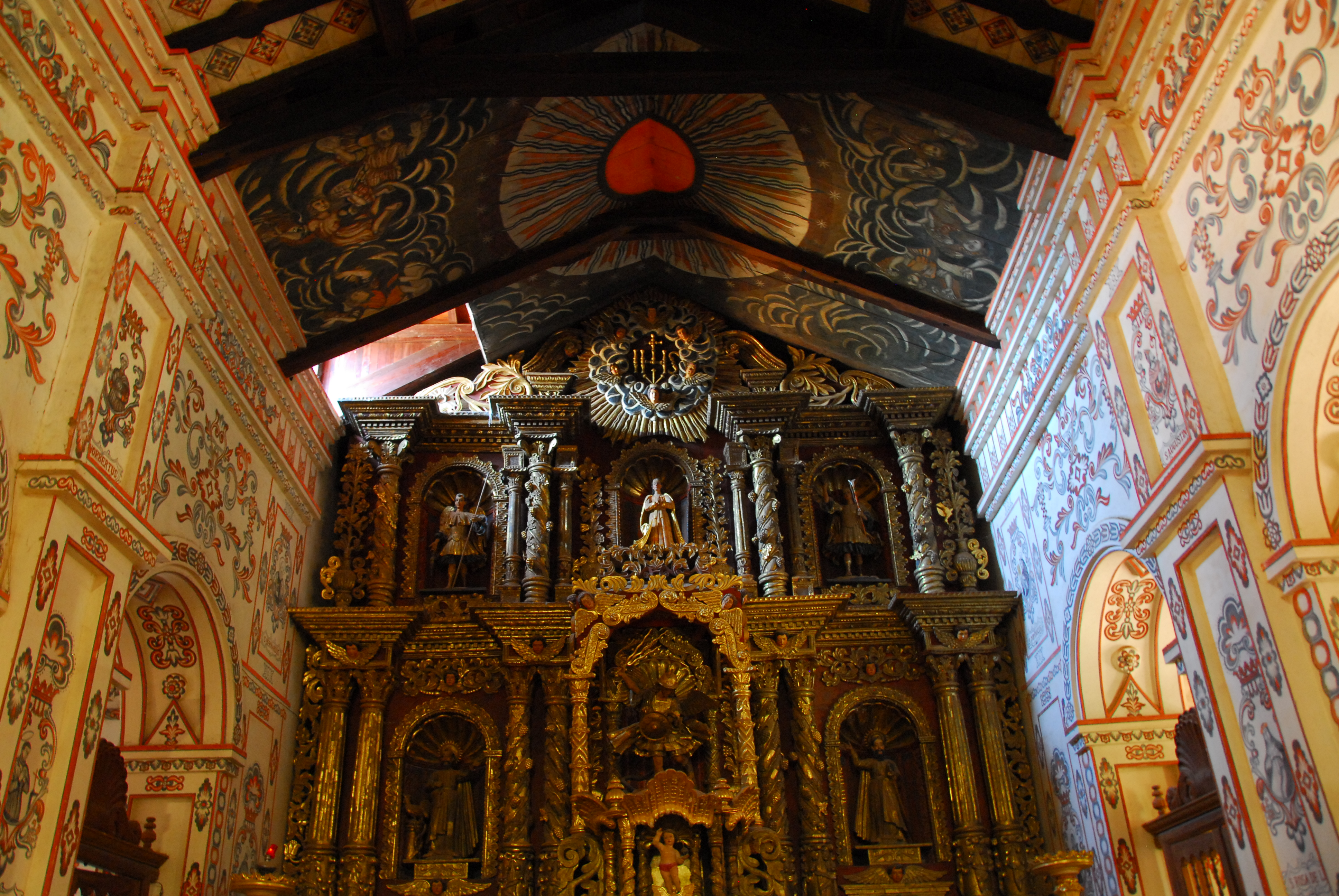
Autel dans l'église de San Miguel
Église de la Conception
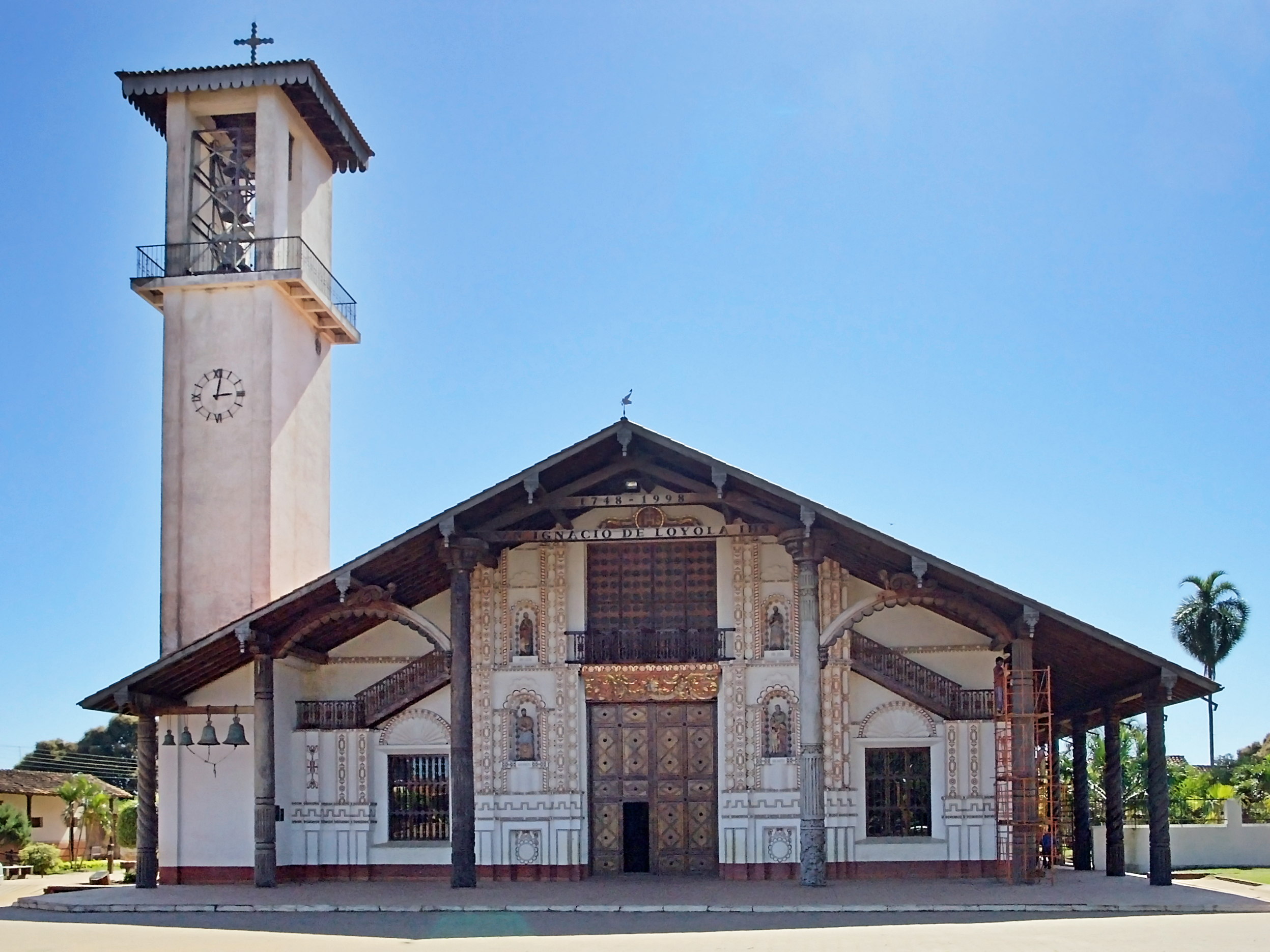
Église de San Ignacio de Velasco
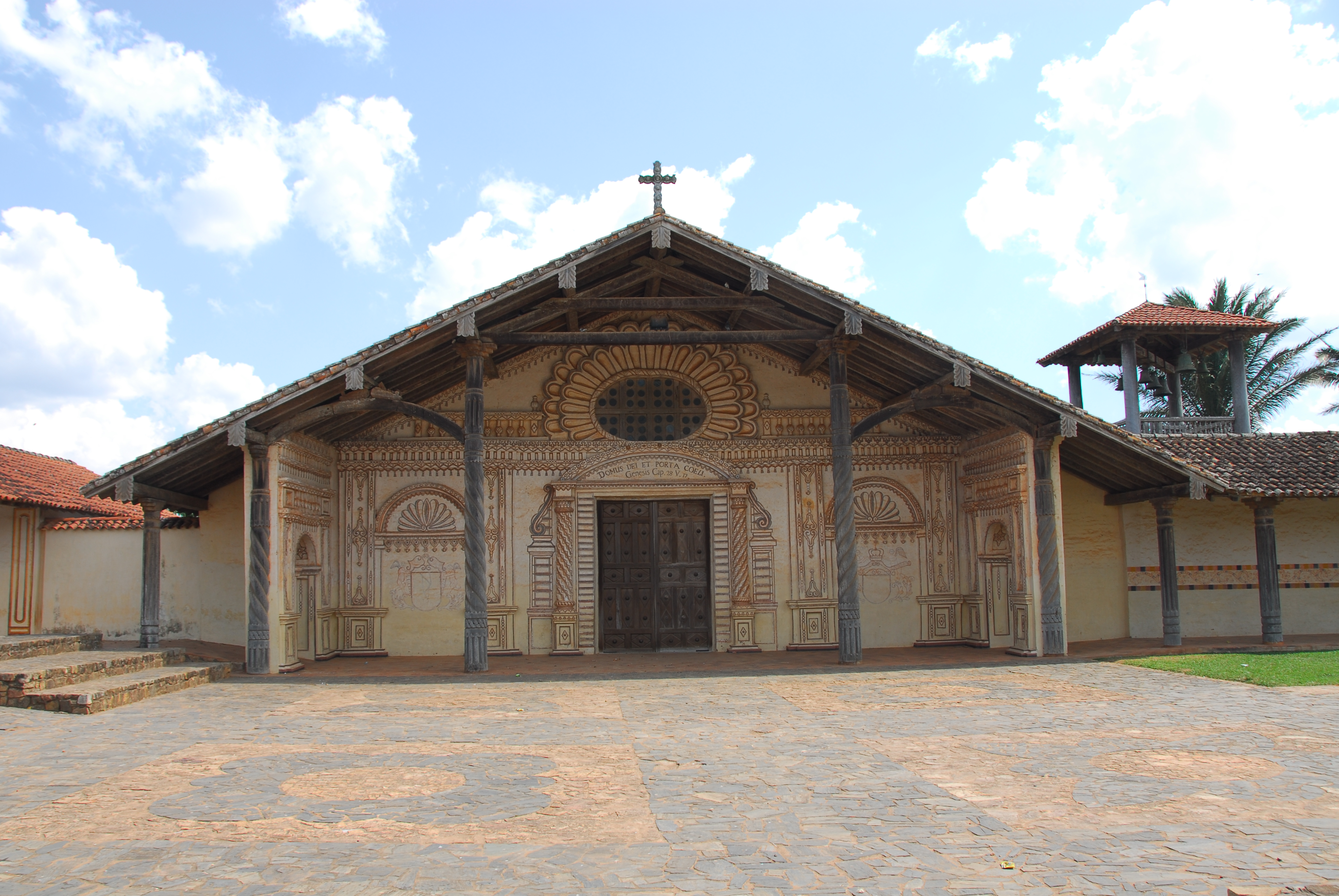
Église de San Javier